# Love Kills (песня Роберто Белларозы)
«Love Kills» (с англ. — «Любовь убивает») — песня бельгийского певца Роберто Белларозы, с которой он представил Бельгию на конкурсе песни «Евровидение 2013». Авторами песни являются Юкка Иммонен, Иэн Фаркухарсон и Андреас Анастасиу.
Песня была выбрана 16 декабря 2012 года на национальном отборе Бельгии на «Евровидение». Получив в полуфинале 5 место с 75 баллами, песня прошла в финал конкурса, где заняла 12-е место с 71 баллом.

## Список треков сингла
| №  | Название     | Длительность |
| -- | ------------ | ------------ |
| 1. | «Love Kills» | 3:00         |

## Позиции в чартах

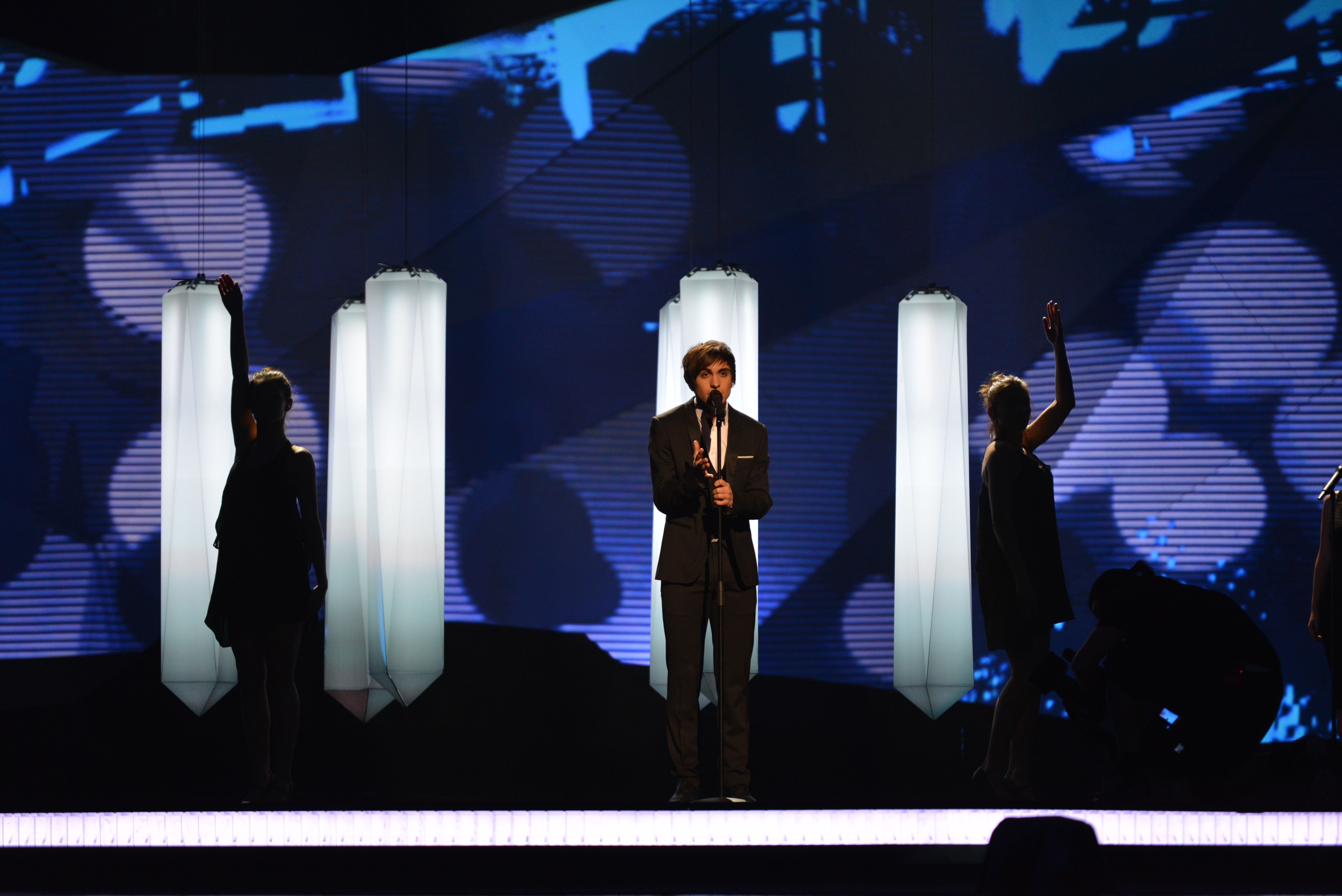
Репетиция выступления на Евровидении 2013

| Чарт (2013)                    | Наивысшая позиция |
| ------------------------------ | ----------------- |
| Бельгия/Фландрия (Ultratop 50) | 15                |
| Бельгия/Валлония (Ultratop 50) | 6                 |
| Германия (GfK)                 | 90                |
| Нидерланды (Single Top 100)    | 71                |
| DigiListan                     | 29                |